# Borsa di Buenos Aires
La Borsa di Buenos Aires (ufficialmente, in spagnolo, Bolsa de Comercio de Buenos Aires) è una società che gestisce la principale borsa di commercio argentina, situata nel quartiere degli affari di Buenos Aires, capitale dello Stato. Fondata nel 1854, sostituisce il Banco Mercantil, istituito nel 1822 da Bernardino Rivadavia.
L'attuale sede della Borsa di Buenos Aires, situata lungo l'Avenida Leandro Alem, fu progettata dall'architetto norvegese-argentino Alejandro Christophersen nel 1913  e venne completata nel 1916. Al corpo principale venne quindi affiancata un'aggiunta in stile modernista progettata dall'architetto argentino Mario Roberto Álvarez nel 1972 inaugurata poi nel 1977.